# Rhizodermis

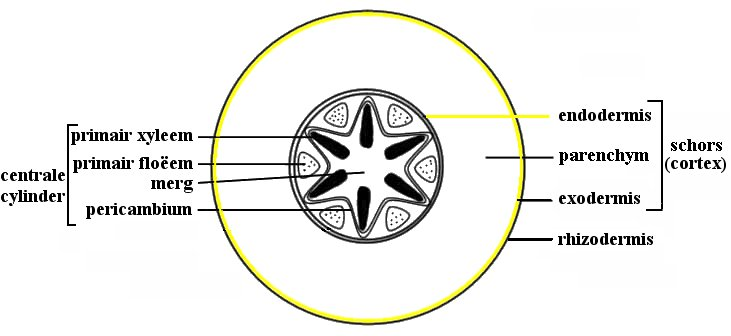
Schematische dwarsdoorsnede primaire wortel

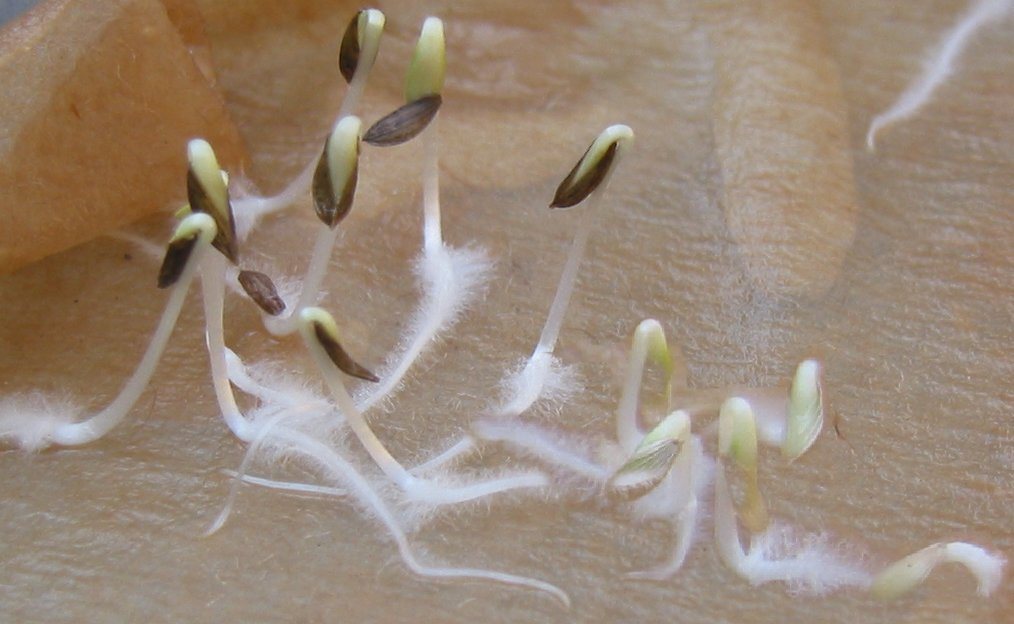
Wortelharen bij kiemende sla

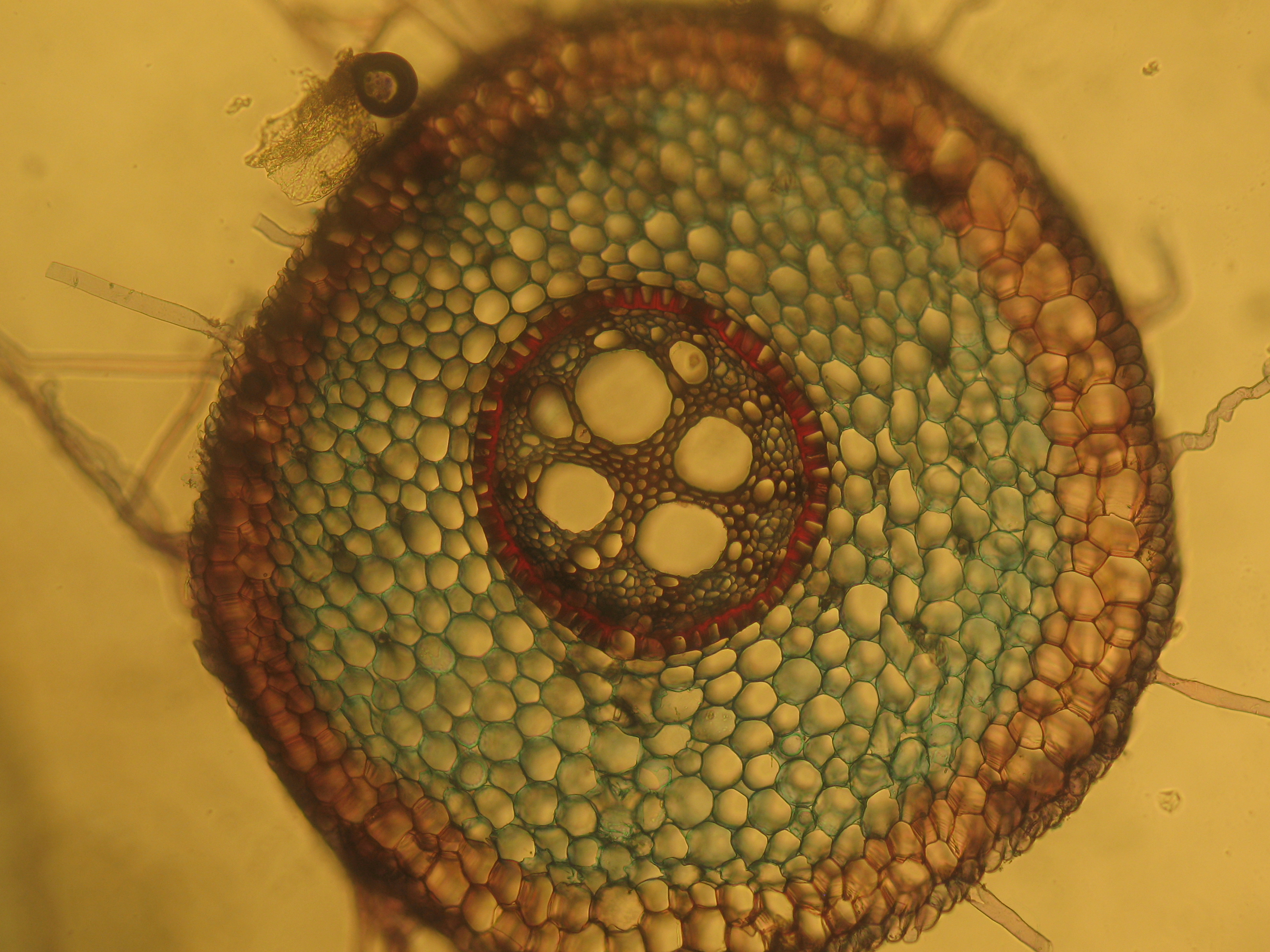
Wortelharen bij Iris germanica(dwarsdoorsnede wortel)

De rhizodermis, wortelepidermis of epibleem bestaat meestal uit één laag van aaneengesloten cellen aan de buitenkant van de plantenwortel, die naar binnen toe één- of meerlagig exodermis vormen. De exodermis neemt bij het ouder worden van de wortel de taak van de dan afgestorven rhizodermis over.
De buitenwanden van de exodermiscellen kunnen zoals bij vele palmen, overblijvende grassen en onder andere de wonderboom gecutineseerd zijn. Bij tropische epifyten, eenjarige grassen, zeggen en russen vormt de rhizodermis een slijmlaag. Bij de luchtwortels van epifytische orchideeën, Araceae, Liliaceae en Amaryllidaceae is de rhizodermis verscheidene cellagen dik.
Bij vele plantensoorten kunnen alle rhizodermiscellen wortelharen vormen, bij andere soorten vormen gespecialiseerde rhizodermiscellen (trichoblasten) de wortelharen. Net voor de vorming van een wortelhaar vertoont de rhizodermis een verhoogde fosforylase activiteit.
De wortelharen zijn lange, buisjesvormige structuren, die bijna loodrecht op de wortel staan en 5 - 17 micrometer in doorsnee en 80 - 1500 micrometer lang zijn. Ze hebben maar een beperkte levensduur en worden meestal niet ouder dan 3 - 9 dagen. Ze zijn dan ook alleen bij de punt van een groeiende wortel te vinden. Via de wortelharen neemt de plant water en voedingsstoffen op.
Door de wortelharen wordt het oppervlak van de wortel sterk vergroot. Zo heeft een roggeplant bijvoorbeeld ongeveer 10 miljard wortelharen met een totale lengte van 10.000 km. De ondergrondse oppervlakte van de plantendelen is meestal groter dan de bovengrondse oppervlakte, wat gunstig is voor de waterhuishouding van de plant. De wortelharen zijn omgeven met een door de celwand gevormd koolhydraathoudend slijm, waardoor het contact met de omgeving intensiever verloopt.
Niet alle plantensoorten vormen wortelharen, zo ontbreken ze bij alle naaktzadigen. De bladeren van naaldhout bestaan uit naalden, waarbij het verdampingsoppervlak drastisch is teruggebracht.
Bij sommige soorten van de vlinderbloemenfamilie speelt de rhizodermis een rol bij de herkenning en inkapseling van nitraatfixerende Rhizobium-bacteriën - de eerste stap waarbij de stikstofwortelknolletjes gevormd worden.